# AI Superpowers
AI Superpowers: China, Silicon Valley, and the New World Order är en fackbok utgiven 2018 av AI-experten Kai-Fu Lee. Boken handlar främst om Kinas artificiell intelligens-utveckling och om hur Kina kan passera USA som dominerade inom området i framtiden.

## Bokens disposition
- Kapitel 1: China’s Sputnik Moment
- Kapitel 2: Copycats in the Coliseum
- Kapitel 3: China’s Alternate Internet Universe
- Kapitel 4: A Tale of Two Countries
- Kapitel 5: The Four Waves of AI
- Kapitel 6: Utopia, Dystopia, and the Real AI Crisis
- Kapitel 7: The Wisdom of Cancer
- Kapitel 8: A Blueprint for Human Coexistence with AI
- Kapitel 9: Our Global AI Story

## Utgåva
- 2018 – Lee, Kai-Fu (på engelska). AI Superpowers: China, Silicon Valley, and the New World Order. Boston, USA: Houghton Mifflin Harcourt. Libris 087181zgxwlvgmd3. ISBN 9781328546395